# Angriff auf Abqaiq und Churais

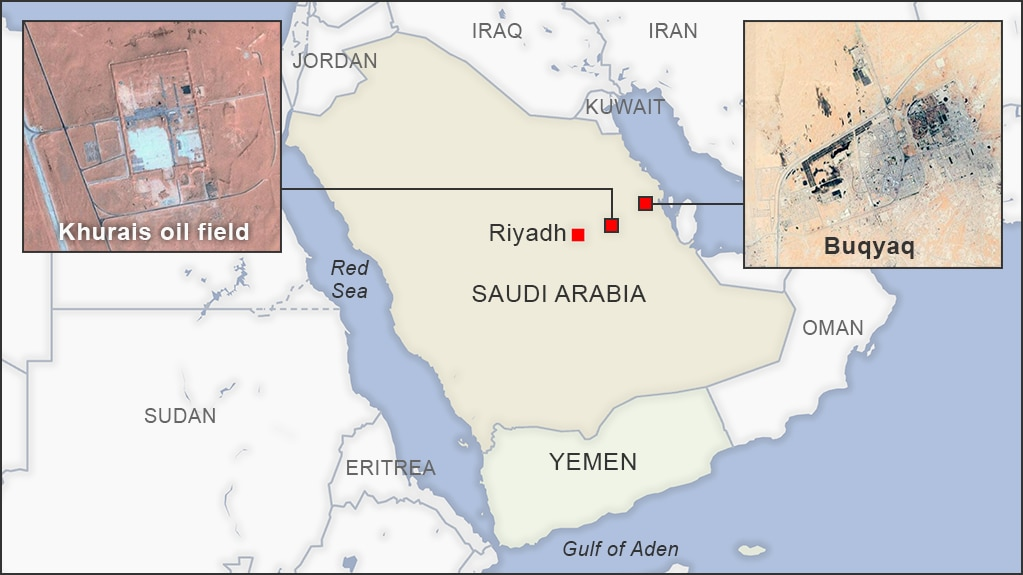
Anschlagsziele vom 14. September 2019

Beim Angriff auf Abqaiq und Churais am 14. September 2019 wurden im östlichen Saudi-Arabien zwei Anlagen der saudi-arabischen Ölgesellschaft Saudi Aramco durch Drohnen und Marschflugkörper angegriffen: die Ölverarbeitung von Abqaiq und das große Ölfeld von Churais. Abqaiq gilt mit sieben Millionen Barrel verarbeitetem Rohöl pro Tag als eine der wichtigsten Erdölraffinerien der Welt.

## Ablauf
Abqaiq, 1300 km von der Grenze zum Jemen entfernt, wurde frühmorgens gegen 3 Uhr Ortszeit angegriffen. Nach Angaben von Huthi-Sprechern waren bei den Angriffen zehn Qasef-2K-Drohnen beteiligt. US-Sprecher gehen aufgrund von Satellitenaufnahmen von mindestens 17 Einschlägen von Drohnen und wahrscheinlich auch von Raketen aus.
Die Angriffe verursachten Brände mit gewaltigen Flammen und dichten Rauchschwaden, die sich bis zu 150 Kilometer über Saudi-Arabien ausbreiteten. Business Insider veröffentlichte Satellitenaufnahmen der beschädigten Anlagen. In der Nacht zum Sonntag teilten saudi-arabische Sprecher mit, dass die Brände unter Kontrolle seien und dass es unter den Arbeitern der Raffinerie nach bisherigen Erkenntnissen keine Verletzten gegeben habe.
Am 18. September stellten saudi-arabische Stellen in einer Pressekonferenz die Trümmerteile von 25 Drohnen und Marschflugkörpern vor, die nach ihrer Einschätzung in der Attacke verwendet wurden.

## Hintergrund
Huthi-Rebellen hatten aus dem Jemen bereits vorher Einrichtungen der Erdöl-Infrastruktur in Saudi-Arabien angegriffen. Am 14. Mai wurden in ad-Dawadimi und ʿAfif Pumpstationen der Ost-West-Pipeline und der Hafen von Yanbu, am 17. August das Öl- und Gasfeld von Schaiba angegriffen. Die Rebellen kündigten weitere und schwerere Aktionen an, wenn die saudi-arabische Aggression im Jemen anhalte. Die Huthi-Rebellen verfügen über Qasef-Drohnen, die baugleich mit iranischen Ababil-II-Drohnen sind. Der Typ Qasef-1 hat eine Reichweite von 100 bis 150 Kilometer und kann 30 bis 45 Kilogramm transportieren.

## Urheber
Jemenitische Huthi-Rebellen, die im Jemen-Krieg von den Saudis bekämpft werden, bekannten sich zu den Attacken.
Die US-Regierung unter Donald Trump hingegen beschuldigt den Iran. US-Außenminister Mike Pompeo teilte mit, dass es keinen Beweis dafür gebe, dass es tatsächlich Drohnen aus dem Jemen waren, die die Anlagen beschädigt hatten, und machte stattdessen den Iran für die Angriffe verantwortlich. Als Beleg wurden Satellitenbilder veröffentlicht, die anhand von Einschlagsstellen und Schadensmustern der präzisen Treffer belegen sollen, dass die Flugkörper nicht aus Richtung des rund 800 km entfernten Jemen im Süd-Westen gekommen waren, sondern eher aus Nord-Westen.
Abbas Mussawi, der Sprecher des iranischen Außenamtes, wies Vorwürfe strikt zurück: „Weil die US-Politik des maximalen Drucks auf den Iran gescheitert ist, sind die Amerikaner nun auf die der maximalen Lügen umgestiegen.“
Als mögliche Täter oder Mittäter wurden in der österreichischen Tageszeitung Die Presse auch schiitische Milizen oder Vertreter der schiitischen Minderheit in Saudi-Arabien selbst genannt, die mehrfach Opfer der Repressionen des saudi-arabischen Königshauses waren.
Die von den Saudis geborgenen Trümmer und Überreste der 25 beim Angriff benutzten Flugkörper wurden in einer Pressekonferenz am 18. September als 7 Marschflugkörper und Teile von 18 Drohnen verschiedener iranischer Baumuster vorgestellt. Die genauen Ausgangspunkte der Angriffe könnten nach Einschätzung der Saudis jedoch noch nicht benannt werden.

## Folgen
In der Folge brach die saudi-arabische Ölproduktion nach Schätzungen um rund die Hälfte ein. Der Rohölpreis stieg am nächstfolgenden Börsentag um rund 20 %. Wie weit es zu Engpässen, sofortigen Einsparungen oder Rückgriffen auf Reserven kam, ist unklar. Für den Endverbraucher gab es kaum spürbare Effekte, der Benzinpreis stieg zwar unmittelbar um 4 Cent und war bereits am 29. September wieder auf demselben Niveau wie zuvor und sank bis zum steilen Anstieg in der letzten Jahreswoche (bedingt durch Steuererhöhungen zur Jahreswende) sogar leicht.
Wichtigste Folge der Angriffe ist eine weitere Destabilisierung des Nahen Ostens und zunehmende Spannungen zwischen den beiden rivalisierenden Mächten der Region, Saudi-Arabien und Iran, sowie den Vereinigten Staaten, die traditionell das saudi-arabische Königshaus unterstützen. Auch das Machtgefüge innerhalb Saudi-Arabiens bröckelt. Insbesondere massiver Widerstand der schiitischen Minderheit könnte die Stabilität der absoluten Herrschaft der Saudis gefährden. Die Huthis kündigten weitere Anschläge gegen die Ölinfrastruktur Saudi-Arabiens an. Die USA erklärten sich bereit für Vergeltungsschläge.
Als Reaktion auf den Beschuss schickten die USA etwa 200 Soldaten nach Saudi-Arabien. Das Königreich werde zudem mit einem Patriot-Raketenabwehrsystem und vier Radars ausgerüstet, erklärte das US-Verteidigungsministerium.